# Beau Brieske
Beau Conner Brieske (Chandler, Arizona, 4 de abril de 1998), más conocido como Beau Brieske, es un jugador profesional estadounidense de béisbol que se desempeña en la posición de lanzador en Detroit Tigers, equipo de las Grandes Ligas de Béisbol (MLB).

## Carrera
En 2022, Brieske hizo su debut en la MLB con el equipo Detroit Tigers, donde lleva jugando tres temporadas.